# Alexander von Humboldt Institut für Internet und Gesellschaft
Das Alexander von Humboldt Institut für Internet und Gesellschaft (HIIG) ist eine Forschungseinrichtung in Berlin. Es „erforscht die Entwicklung des Internets aus einer gesellschaftlichen Perspektive mit dem Ziel, die damit einhergehende Digitalisierung aller Lebensbereiche besser zu verstehen.“
Gegründet wurde das Institut von den Gesellschaftern – der Humboldt-Universität zu Berlin, der Universität der Künste Berlin, dem Wissenschaftszentrum Berlin für Sozialforschung und dem Hans-Bredow-Institut für Medienforschung in Hamburg als integriertem Kooperationspartner. Das Forschungsdirektorium bilden Jeanette Hofmann, Björn Scheuermann, Wolfgang Schulz und Thomas Schildhauer.
Gemeinsam mit dem Oxford Internet Institute, dem Berkman Klein Center for Internet & Society und weiteren Instituten gründete das HIIG das Global Network of Internet & Society Research Centers (NoC).

## Gründungsinitiative
Zu den Gründungsinstitutionen und Trägern gehören die Humboldt-Universität zu Berlin, die Universität der Künste Berlin sowie das Wissenschaftszentrum Berlin für Sozialforschung. In Zusammenarbeit mit dem Hans-Bredow-Institut für Medienforschung in Hamburg als viertem Kooperationspartner will das Forschungsinstitut führende Wissenschaftler sowie Akteure aus allen Gesellschaftsschichten zusammenbringen, um über Fragen zum Internet zu forschen. Im Vordergrund des Interesses stehen dabei die Themen der Innovation und Regulierung sowie die Fachgebiete des Informationsrechtes, Medienrechtes und Verfassungsrechtes. Das erklärte Ziel der Gründungsinitiative sei es gewesen, die vom Internet ausgehenden Veränderungen der Gesellschaft besser verstehen zu können.
Die vier Gründungsdirektoren sind Ingolf Pernice (Humboldt-Universität), Thomas Schildhauer (Universität der Künste) und Jeanette Hofmann (Wissenschaftszentrum) sowie Wolfgang Schulz (Hans-Bredow-Institut). Die Startfinanzierung übernahm Google Inc. mit 4,5 Millionen Euro über einen Zeitraum von drei Jahren. Die wissenschaftliche Unabhängigkeit ist durch eine besondere Konstruktion aus Forschungs- und Förderungsgesellschaft rechtssicher realisiert worden.
Über die Ziele und Inhalte der Forschung befindet eine eigenständige Forschungsgesellschaft mit dem Kontrollgremium Wissenschaftlicher Beirat. Die Arbeit des Instituts begann im Oktober 2011. Die Gründung erfolgte im März 2012. Mittlerweile ist die Stiftung Internet und Gesellschaft Gesellschafter des HIIG.

## Forschungsprogramme – Forschungsfragen
Die Forschungsarbeit des HIIG zielt nach eigenen Angaben darauf ab, sowohl theoretische als auch empirische Grundlagen der Forschung im Bereich Internet und Gesellschaft zu vertiefen und somit zum besseren Verständnis der digitalen Gesellschaft beizutragen. Das Forschungsprogramm befasst sich insbesondere mit den umfassenden gesellschaftlichen Veränderungen der Digitalisierung im Spannungsfeld von Governance und Innovation. Ausgehend von dieser Schwerpunktsetzung, leiten drei zentrale Forschungsprogramme die mittelfristige Forschungsaktivität des HIIG. Im Mittelpunkt stehen hierbei die folgenden zentralen Forschungsprogramme und -fragen:
- Forschungsprogramm 1: Die Entwicklung der digitalen Gesellschaft: Welche relevanten Konzepte und theoretische Ansätze werden diskutiert?
- Forschungsprogramm 2: Die Beziehung zwischen Akteuren, Daten und Infrastrukturen in der digitalen Gesellschaft: Was sind die Schlüsselfaktoren für den Wandel ihrer Beziehungen zueinander?
- Forschungsprogramm 3: Wissen & Gesellschaft: Lassen sich neue Muster des Forschungs- und Wissenstransfers im digitalen Zeitalter beobachten?

Die programmorientierte Forschung des Instituts wird durch Forschungsgruppen und Forschungsprojekte flankiert. Die Forschungsgruppen umfassen das AI & Society Lab, den Forschungsbereich Innovation, Entrepreneurship & Gesellschaft sowie die Gruppe Globaler Konstitutionalismus und das Internet.
Das Institut betreibt gemeinsam mit dem Berkman Klein Center, dem Digital Asia Hub und dem Leibniz-Institut für Medienforschung das Forschungsprojekt „Ethik der Digitalisierung“ unter der Schirmherrschaft des Bundespräsidenten Frank-Walter Steinmeier. Es wird von der Stiftung Mercator gefördert.
Im Jahr 2020 rief das Institut gemeinsam mit dem Einstein Center Digital Future und der Stiftung Internet und Gesellschaft das Digital Urban Center for Ageing & Health (DUCAH) ins Leben. Das Projekt ziele darauf ab, Gesundheitswesen und Digitalisierung im Feld zu erforschen. Dazu soll ein Forum entstehen, auf dem die Zivilgesellschaft, die Wissenschaft, die öffentliche Verwaltung und Politik in Austausch treten sollen.
Das HIIG ist zudem die Geschäftsstelle des Dritten Engagementberichts, den es im Januar 2020 dem BMFSFJ und im Mai des gleichen Jahres dem Bundestag übergab.

## Förderung
Die Gründung des Instituts wurde durch eine Förderung von Google ermöglicht. Weitere Förderer und Unterstützer sind u. a. das Bundesministerium für Bildung und Forschung, das Bundesministerium für Wirtschaft und Energie, das Bundesministerium für Arbeit und Soziales, das Bundesministerium für Familie, Senioren, Frauen und Jugend, die Deutsche Forschungsgemeinschaft, die Stiftung Mercator, Commerzbank Stiftung und H2020. Der Anteil von Google ist inzwischen durch Drittmittel reduziert worden; bis 2020 ist der Anteil von Google auf etwa 36,5 Prozent gesunken.

## Struktur und Mitglieder
Gesellschafter des HIIG ist die Stiftung Internet und Gesellschaft, bestehend aus Stifterrat und Vorstand. Vorsitzender des Stifterrats ist Abraham Bernstein (Universität Zürich). Mitglieder des Stifterrats sind Marcus Kölling (WZB), Julia von Blumenthal (HU), Norbert Palz (UdK), Eveline Metzen (Vertreter der Fördergesellschaft GFI gGmbH, 100-prozentiges Tochterunternehmen von Google), Felix Streiter (Carl-Zeiss-Stiftung), David Deißner (Stiftung Familienunternehmen) und Stefanie Molthagen-Schnöring (HTW Berlin). Den Vorstand bilden Thomas Schildhauer und Wolfgang Schulz.
Mitglieder des Wissenschaftlichen Beirats sind:
- Anne Cheung
- William H. Dutton
- Niva Elkin-Koren (Vorsitzende)
- Oliver Gassmann
- Friedrich W. Hesse
- Robin Mansell
- Volker Markl
- Jan-Hendrik Olbertz
- Kim Lane Scheppele

Das HIIG untersteht der wissenschaftlichen Leitung von vier Direktoren. Am Institut forschen Post-Docs, Doktoranden, Assoziierte, Gastwissenschaftler und wissenschaftliche Mitarbeiter. Die Geschäftsleitung untersteht seit Gründung des HIIG Karina Preiß.

## Veranstaltungen und Wissenstransfer
Das HIIG entwickelt Formate für den Austausch zwischen Wissenschaft, Politik, Wirtschaft und Zivilgesellschaft. Es folgt seiner eigen Darstellung gemäß dabei neben seinem Ansatz der Interdisziplinarität ebenfalls einer Philosophie der open science: Hierbei tritt es mit den Ergebnissen der Forschungen an Politik und Zivilgesellschaft heran. Neben Veranstaltungen und Workshops bietet das HIIG eine Plattform für Wissenstransfer durch den Digital Society Blog und multimediale Formate wie den Podcast Exploring digital spheres.
Seit 2012 findet die Veranstaltungsreihe Digitaler Salon einmal monatlich öffentlich zugänglich am Institut statt und wird zusätzlich per Livestream ausgestrahlt. Hier diskutieren Experten aus den unterschiedlichsten Bereichen über die Auswirkungen der Digitalisierung auf unsere Gesellschaft. Während der COVID-19-Pandemie finden die Veranstaltungen lediglich im Livestream statt. Im Jahr 2020 riefen Forschende des HIIG zudem den Essay-Wettbewerb twentyforty ins Leben, welche in einer frei zugänglichen Publikation sowie einer Ausstellung mündete. Das Institut gibt darüber hinaus das Open-Access-Journal Policy Review heraus. Es betreibt außerdem Kanäle auf Facebook, Twitter, Instagram und YouTube.
Darüber hinaus veranstaltet das HIIG wissenschaftliche Konferenzen, z. B. die AoIR 2016 der Association of Internet Researchers, Workshops, Talks und Vortragsreihen. Im Jahr 2021 waren Forschende des HIIG maßgeblich an der Gründung des Platform Governance Research Network beteiligt, in dessen Rahmen ebenfalls das Platform Governance Archive entstand, welches die Datenschutzerklärungen und Nutzervereinbarungen großer Internetplattformen frei zugänglich macht.
In der 2017 ins Leben gerufenen Veranstaltungsreihe Making sense of the digital society lädt das HIIG zusammen mit der Bundeszentrale für politische Bildung (bpb) „europäische Denkerinnen und Denker“ ein, ihre Gedanken zur digitalen Gesellschaft zu teilen und damit zu einem besseren Verständnis umfassender Transformationsprozesse zu gelangen.
Zu den Vortragenden der Reihe gehörten:
- Manuel Castells
- Christoph Neuberger
- Elena Esposito
- Marion Fourcade
- Stephen Graham
- Nick Couldry
- Andreas Reckwitz
- Eva Illouz
- Dirk Baecker
- José van Dijck
- Louise Amoore
- Armin Nassehi
- Soshana Zuboff
- Sybille Krämer
- Philipp Staab
- Iyad Rahwan
- Jan-Werner Müller

## Publikationen
Die Forschenden am HIIG publizieren in unterschiedlicher Frequenz Publikationen im Rahmen ihrer Forschungstätigkeit. Eine komplette Übersicht der Publikationen findet sich auf der Internetseite des Instituts. Einige regelmäßig erscheinende Publikationen werden vom HIIG herausgegeben:
- Die jährlich erscheinende encore, das Wissenschaftsmagazin des Instituts, einschließlich des Research Reports, welcher die Forschungstätigkeiten, Publikationen und Finanzen des Instituts zusammenträgt.[23]
- Die Schriftenreihe Internet und Gesellschaft (Verlegt bei Mohr Siebeck Verlag, herausgegeben von Jeanette Hofmann, Matthias C. Kettemann, Björn Scheuermann, Thomas Schildhauer und Wolfgang Schulz).[24]
- Das peer-reviewte Journal Internet Policy Review wird vom HIIG herausgegeben.[25]
- Das Blog Journal Elephant in the Lab wird vom HIIG-Forscher und Programmleiter Benedikt Fecher herausgegeben.[26]

## Vergleichbare Forschungseinrichtungen
- Einstein Center Digital Future
- Weizenbaum-Institut
- Bayerisches Forschungsinstitut für Digitale Transformation (bidt)
- Center for Advanced Internet Studies (CAIS)

- Berkman Klein Center for Internet & Society an der Harvard University
- Oxford Internet Institute an der University of Oxford